# The Birthday Party (album The Birthday Party)
The Birthday Party – drugi album studyjny grupy muzycznej The Boys Next Door, wydany w 1980 roku, przez wydawnictwo Missing Link.

## Krótki opis
Po niespełna dwóch latach płyta została wznowiona, ze zmienioną okładką, na której jest tylko nazwa The Birthday Party. W związku z tym uznaje się, że jest to pierwszy albumu zespołu The Birthday Party. Album został nagrany w Richmond Recorders Studios w Melbourne w okresie od czerwca 1979 r. do lutego 1980 r., a realizatorem był Tony Cohen. Ten album jest zdecydowanie różny od swojego poprzednika, czyli debiutanckiego Door, Door (wydanego rok wcześniej). Utwory zawarte na płycie są nagrane w mrocznym i chaotycznym post punkowym stylu, który stał się później wizytówką zespołu The Birthday Party. Praktycznie całość tego albumu jest zawarta na kompilacji Hee Haw, zawierającej wczesne nagrania grupy The Birthday Party.

## Lista utworów
| 1.  | „Mr. Clarinet”       | 3:43  |
|     |                      |       |
| 2.  | „Hats On Wrong”      | 2:47  |
|     |                      |       |
| 3.  | „The Hair Shirt”     | 4:04  |
|     |                      |       |
| 4.  | „Guilt Parade”       | 2:46  |
|     |                      |       |
| 5.  | „Riddle House”       | 2:47  |
|     |                      |       |
| 6.  | „The Friend Catcher” | 4:21  |
|     |                      |       |
| 7.  | „Waving My Arms”     | 2:17  |
|     |                      |       |
| 8.  | „The Red Clock”      | 2:49  |
|     |                      |       |
| 9.  | „Cat Man”            | 2:30  |
|     |                      |       |
| 10. | „Happy Birthday”     | 3:59  |
|     |                      |       |
|     |                      | 32:03 |
|     |                      |       |